# Branderweiher
Der Branderweiher liegt beim namengebenden Ort Brand, einem Gemeindeteil der Gemeinde Haundorf im mittelfränkischen Landkreis Weißenburg-Gunzenhausen.
Der etwa drei Hektar große Weiher liegt am Rand des Spalter Hügellands im Fränkischen Seenland unweit westlich von Brand, südlich von Eichenberg und nördlich von Geislohe auf einer Höhe von 432 m ü. NHN. Der Branderweiher hat mehrere Verbindungen zum Altmühlzufluss Laubenzedeler Mühlbach. Dem Weiher säumen am östlichen und südwestlichen Ufer kleine Waldflure, ansonsten liegt der Weiher in einer Offenlandschaft.
Der Branderweiher gehört zusammen mit den südlich und westlich anliegenden Stillgewässern Eichenberger Weiher, Speckweiher und Schnackenweiher zu einer Weiherkette. Nicht zur Weiherkette gehören die nordwestlich befindlichen Schleißbühlweiher, Holzweiher und Haundorfer Weiher.